# Attila Szabó
Attila Szabó (19. února 1966, Komárno) je bývalý československý rychlostní kajakář maďarské národnosti. Je několikanásobným medailistou z mistrovství světa, mistr světa z roku 1989 a olympionik.
Zúčastnil se olympijských her v roce 1988 v Soulu, 1992 v Barceloně a 1996 v Atlantě (již jako reprezentant Slovenska). Jeho nejlepším výsledkem z LOH bylo 4. místo v kategorii K-4 na 1000 metrů z Barcelony. Na mistrovstvích světa v kanoistice získal 4 medaile v kategorii K-1 na 10000 metrů.
V roce 1989 byl vyhlášen vítězem v anketě Sportovec roku.